# Alexanderson-generatorn
En Alexanderson-generator är en maskin som uppfanns av Ernst Alexanderson 1904, för generering av högfrekvent växelström för användning som radiosändare.   Det var en av de första enheterna som kunde generera de kontinuerliga radiovågorna som behövs för överföring av amplitudmodulerade signaler via radio. Den användes från omkring 1910 på telegrafistationer, för att överföra transocean meddelandetrafik med morsekod till liknande stationer över hela världen.

## Historik
Efter att radiovågor upptäcktes 1887 producerades den första generationens radiosändare, gnistgapssändarna, som skickade strängar av dämpade vågor, som snabbt dog ut.
På 1890-talet insåg man att dämpade vågor hade flera nackdelar, då deras energi spreds över ett brett frekvensband så att sändare på olika frekvenser störde varandra. De kunde inte heller moduleras med en ljudsignal för att överföra ljud, alltså mänskligt tal. Ansträngningar gjordes för att uppfinna sändare som skulle producera kontinuerliga vågor med en sinusformad växelström vid en enda frekvens.
Alexanderson fick patent 1911 för sin generator, och fram till uppfinningen 1913 av oscillatorer av vakuumrörs-typ, såsom Armstrong-oscillatorn, kom Alexanderson-generatorn att vara en viktig högeffekts radiosändare, och tillät amplitudmodulerad radioöverföring av den mänskliga rösten.
Även om den var föråldrad i början av 1920-talet på grund av utvecklingen av sändare med vakuum-rör, fortsatte Alexanderson-generatorn att användas under andra världskriget. Det finns med på listan över IEEE-milstolpar som en nyckelprestation inom elektroteknik.
Den sista kvarvarande operativa Alexanderson-generatorn finns vid VLF-sändaren Grimeton, och var i reguljärt bruk fram till 1996. Den fortsätter att köras några minuter på Alexandersondagen  som antingen är den sista söndagen i juni eller första söndagen i juli varje år. År 2004 upptogs Grimetons radiostation på UNESCOs världsarvslista.